# Извршна јединица
У рачунарском инжињерству, јединица извршења (још се назива и функционална јединица) је део процесора који обавља позване послове и прорачуне од стране рачунарског програма. То може имати своју унутрашњу контролу јединице секвенце (не треба мешати са процесорском главном управљачком јединицом), неки регистри и друге унутрашње јединице као што је ALU или FPU, или неке мање, специфичније компоненте.
То је уобичајено за модерне процесоре да имају више паралелних извршних јединица, помињу се као скалар или суперскаларни дизајн. Најједноставнији распоред је да се користи један, менаџер магистрале, да управља меморијским интерфејсом, а други за обављање израчунавања.
Поред тога, савремене процесорске извршне јединице су обично са проточном обрадом.